# 織田長政 (旗本)
織田 長政（おだ ながまさ）は、江戸時代前期の旗本。名は友貞とも。通称は右兵衛、数馬助、式部。官位は従五位下・式部少輔、対馬守。幕府定火消。

## 生涯
大和国宇陀松山藩主・織田高長の三男として誕生した。生母は富田氏。
承応3年（1654年）12月28日、従五位下・式部少輔に叙任する。後に対馬守に改める。万治3年（1660年）9月10日、兄・長頼から大和宇陀郡内10ヵ村で3000石を分与される。始め陣屋を西峠村に構え、後に福知村に移転した。そのため、「福知の殿様」と称されたようである。また、分家にあたり、宇陀松山藩士中山甚五兵衛・田村可左衛門らを家来としてつけられる。同年11月28日、領地に赴く許可を得る。長政は参勤交代をする旗本、すなわち交代寄合であった。なお、子の信明の代に高家旗本になる。
元禄3年（1690年）10月26日、死去。享年63。墓地は広徳寺にある。

## 系譜
子女は3男1女。
- 父：織田高長
- 母：富田氏娘
- 正室：松平英親の養女 - 松平重直の娘
  - 長男：織田信明
  - 次男：織田信清 - 分家
  - 三男：織田長喬 - 旗本織田貞輝の養子
- 生母不明の子女
  - 女子：遠山友春継室